# Футболіст року (Польща, Пілка ножна)
Футболі́ст ро́ку в По́льщі — щорічна нагорода, яка присуджується з 1973 року найкращому футболісту Польщі за підсумками року виданням «Piłka Nożna» (у перекладі на українську мову означає «Футбол»). Крім того, тижневик роздає футбольні нагороди у інших номінаціях.

## Футболіст року
- 1973 Казімеж Дейна («Легія» (Варшава))
- 1974 Казімеж Дейна («Легія» (Варшава))
- 1975 Зигмунт Мащик («Рух» (Хожув))
- 1976 Генрик Касперчак («Сталь» (Мелець))
- 1977 Гжегож Лято («Сталь» (Мелець))
- 1978 Збігнев Бонек («Відзев» (Лодзь))
- 1979 Войцєх Руди («Заглембє» (Сосновець))
- 1980 не признавано
- 1981 Гжегож Лято («Локерен»)
- 1982 Збігнев Бонек («Відзев» (Лодзь), «Ювентус» (Турин))
- 1983 Юзеф Млинарчик («Відзев» (Лодзь))
- 1984 Влодзімеж Смолярек («Відзев» (Лодзь))
- 1985 Даріуш Дзекановський («Відзев» (Лодзь), «Легія» (Варшава))
- 1986 Влодзімеж Смолярек («Відзев» (Лодзь), «Айнтрахт» (Франкфурт-на-Майні))
- 1987 Анджей Іван («Гурник» (Забже), «Бохум»)
- 1988 Кшиштоф Важиха («Рух» (Хожув))
- 1989 Ришард Тарасєвіч («Шльонськ» (Вроцлав), «Ксамакс» (Невшатель))
- 1990 Яцек Зьобер (ЛКС «Лодзь», «Монпельє»)
- 1991 Пйотр Чаховський («Легія» (Варшава), «Заглембє» (Любін))
- 1992 Войцєх Ковальчик («Легія» (Варшава))
- 1993 Марек Лесняк («Ваттеншайд 09»)
- 1994 Роман Косецький («Атлетіко» (Мадрид))
- 1995 Лешек Піш («Легія» (Варшава))
- 1996 Пйотр Новак («Мюнхен 1860»)
- 1997 Славомір Маяк («Відзев» (Лодзь), «Ганза» (Росток))
- 1998 Мірослав Тшецяк (ЛКС «Лодзь», «Осасуна»)
- 1999 Яцек Зеліньський («Легія» (Варшава))
- 2000 Єжи Дудек («Феєнорд» (Роттердам))
- 2001 Еммануель Олісадебе («Полонія» (Варшава), «Панатінаїкос» (Афіни))
- 2002 Мацей Журавський («Вісла» (Краків))
- 2003 Яцек Кшинувек («Нюрнберг»)
- 2004 Яцек Кшинувек («Байєр» (Леверкузен))
- 2005 Еузебіуш Смолярек («Боруссія» (Дортмунд))
- 2006 Еузебіуш Смолярек («Боруссія» (Дортмунд))
- 2007 Еузебіуш Смолярек («Боруссія» (Дортмунд), «Расинг» (Сантандер))
- 2008 Якуб Блащиковський («Боруссія» (Дортмунд))
- 2009 Маріуш Левандовський («Шахтар» (Донецьк))[1]
- 2010 Якуб Блащиковський («Боруссія» (Дортмунд))
- 2011 Роберт Левандовський («Боруссія» (Дортмунд))
- 2012 Роберт Левандовський («Боруссія» (Дортмунд))
- 2013 Роберт Левандовський («Боруссія» (Дортмунд))
- 2014 Роберт Левандовський («Боруссія» (Дортмунд), Баварія (Мюнхен)))
- 2015 Роберт Левандовський (Баварія (Мюнхен))
- 2016 Роберт Левандовський (Баварія (Мюнхен))
- 2017 Роберт Левандовський (Баварія (Мюнхен))
- 2018 Лукаш Фабіанський (Суонсі Сіті, Вест Гем Юнайтед)
- 2019 Роберт Левандовський (Баварія (Мюнхен))
- 2020 Роберт Левандовський (Баварія (Мюнхен))
- 2021 Роберт Левандовський (Баварія (Мюнхен))
- 2022 Роберт Левандовський (Баварія (Мюнхен), (Барселона_(футбольний_клуб)

## Тренер року
- 1975 Лешек Єзєрський («Відзев» (Лодзь))
- 1976 Лешек Єзєрський («Відзев» (Лодзь))
- 1977 Богуслав Гайдас («Погонь» (Щецін)/«Гвардія» (Варшава))
- 1978 Антоні Пєхнічек («Одра» (Ополе))
- 1979 Губерт Костка («Шомбєркі» (Битом))
- 1980 Губерт Костка («Шомбєркі» (Битом))
- 1981 Єжи Копа («Погонь» (Щецін))
- 1982 Владислав Жмуда («Відзев» (Лодзь))
- 1983 Войцєх Лазарек («Лех» (Познань))
- 1984 Войцєх Лазарек («Лех» (Познань))
- 1985 Губерт Костка («Гурник» (Забже))
- 1986 Алойзи Лиско (ГКС «Катовіце»)
- 1987 Лешек Єзєрський («Погонь» (Щецін)/ЛКС «Лодзь»)
- 1988 Марцін Бохинек («Гурник» (Забже))
- 1989 Єжи Виробек («Рух» (Хожув))
- 1990 Орест Ленчик (ГКС «Катовіце»)
- 1991 Адам Мусял («Вісла» (Краків))
- 1992 Януш Вуйцік (Олімпійська збірна/«Легія» (Варшава))
- 1993 Анджей Замільський (Юніорська збірна)
- 1994 Павел Янас («Легія» (Варшава)) і Пйотр Пєкарчик (ГКС «Катовіце»)
- 1995 Павел Янас («Легія» (Варшава))
- 1996 Францішек Смуда («Відзев» (Лодзь))
- 1997 Францішек Смуда («Відзев» (Лодзь))
- 1998 Януш Вуйцік (Збірна Польщі)
- 1999 Францішек Смуда («Вісла» (Краків)/«Легія» (Варшава))
- 2000 Єжи Енгель (Збірна Польщі)
- 2001 Єжи Енгель (Збірна Польщі)
- 2002 Генрик Касперчак («Вісла» (Краків))
- 2003 не признано, відзначено: Яцек Зеліньський («Гурник» (Ленчна))
- 2004 Павел Янас (Збірна Польщі)
- 2005 Павел Янас (Збірна Польщі)
- 2006 Орест Ленчик (ГКС «Белхатув»)
- 2007 Мацей Скоржа («Дискоболія» (Гродзиськ-Великопольський), «Вісла» (Краків))
- 2008 Францішек Смуда («Лех» (Познань))
- 2009 Вальдемар Форналік («Рух» (Хожув))

## Відкриття року
- 1973 Мірослав Бульзацкі (ЛКС «Лодзь»)
- 1974 Владислав Жмуда («Гвардія» (Варшава))
- 1975 Збігнев Гнатьо («Сталь» (Мелець))
- 1976 Збігнев Бонек («Відзев» (Лодзь)) і Станіслав Терлецкі (ЛКС «Лодзь»)
- 1977 Адам Навалка («Вісла» (Краків))
- 1978 Влодзімеж Цьолек («Гурник» (Валбжих)/«Сталь» (Мелець))
- 1979 Анджей Палаш («Гурник» (Забже))
- 1980 Пйотр Скробовський («Вісла» (Краків))
- 1981 Вальдемар Матисік («Гурник» (Забже))
- 1982 Анджей Бунцоль («Легія» (Варшава))
- 1983 Марек Лесняк («Погонь» (Щецін))
- 1984 Ян Фурток (ГКС «Катовіце»)
- 1985 Анджей Руди («Шльонськ» (Вроцлав))
- 1986 Марек Конярек (ГКС «Катовіце»)
- 1987 Ришард Циронь («Гурник» (Забже))
- 1988 Роман Косецкі («Гвардія» (Варшава))
- 1989 Даріуш Генсєр («Рух» (Хожув))
- 1990 Казімеж Сідорчук («Лех» (Познань))
- 1991 Войцєх Ковальчик («Легія» (Варшава))
- 1992 Марек Козьміньський («Гутник» (Краків)/Udinese Calcio)
- 1993 Радослав Міхальський («Легія» (Варшава))
- 1994 Сильвестер Черешевський («Стоміл» (Ольштин))
- 1995 Томаш Іван (Roda JC Kerkrade/Feyenoord Rotterdam)
- 1996 Марек Цітко («Відзев» (Лодзь))
- 1997 Томаш Клос (ЛКС «Лодзь»)
- 1998 Томаш Франковський (FC Martigues/«Вісла» (Краків))
- 1999 Адам Компала («Гурник» (Забже))
- 2000 Міхал Жевлаков (Excelsior Mouscron)
- 2001 Томаш Москала (ГКС «Катовіце»/«Дискоболія» (Гродзиськ-Великопольський))
- 2002 Анджей Нєдзєлян («Гурник» (Забже))
- 2003 Марцін Новацкі («Одра» (Водзіслав-Шльонський))
- 2004 Артур Боруц («Легія» (Варшава))
- 2005 Гжегож Пєхна («Корона» (Кельце))
- 2006 Радослав матусяк (ГКС «Белхатув»)
- 2007 Радослав Маєвський («Дискоболія» (Гродзиськ-Великопольський))
- 2008 Роберт Левандовський («Зніч» (Прушкув)/«Лех» (Познань))
- 2009 Патрик Малецкі («Вісла» (Краків))

## Команда року
- 2001 Збірна Польщі
- 2002 «Вісла» (Краків)
- 2003 «Дискоболія» (Гродзиськ-Великопольський)
- 2004 Збірна Польщі
- 2005 Збірна Польщі
- 2007 Збірна Польщі
- 2008 «Лех» (Познань)
- 2009 Жіноча збірна Польщі

## Футбольний функціонер року
- 2003 Збігнев Джимала («Дискоболія» (Гродзиськ-Великопольський))
- 2005 Кшиштоф Кліцкі («Корона» (Кельце))
- 2007 Роберт Петришин («Заглембє» (Любін))

## Легіонер року
- 2003 Душан Радольський («Дискоболія» (Гродзиськ-Великопольський)) (Словаччина)
- 2004 Івіца Крижанац («Дискоболія» (Гродзиськ-Великопольський)) (Хорватія)
- 2006 Лео Беенхаккер (Збірна Польщі) (Нідерланди)
- 2007 Рожер («Легія» (Варшава)) (Бразилія)
- 2008 Семір Штіліч («Лех» (Познань)) (Боснія і Герцеговина)
- 2009 Ян Муха («Легія» (Варшава)) (Словаччина)

### Збірна легіонерів року
- 2006:

Воротар: Еміліан Долга («Вісла» (Краків))
Захисники: Едсон («Легія» (Варшава)), Клебер («Вісла» (Краків)), Діксон Чото («Легія» (Варшава)), Веселін Джоковіч («Корона» (Кельце))
Півзахисники: Рожер («Легія» (Варшава)), Генрі Квінтерос («Лех» (Познань)), Гермес («Корона» (Кельце)), Мірослав Радовіч («Легія» (Варшава))
Нападники: Енсар Аріфовіч (ЛКС «Лодзь»), Еді Андрадіна («Погонь» (Щецін)).

## Найкращий футболіст року в Екстракласі
- 2005 Гжегож Пєхна («Корона» (Кельце))
- 2006 Пйотр Райсс («Лех» (Познань))
- 2007 Марек Зєньчук («Вісла» (Краків))
- 2008 Павел Брожек («Вісла» (Краків))
- 2009 Роберт Левандовський («Лех» (Познань))

## Повернення року
- 2007 Ян Урбан («Легія» (Варшава))

## Людина року
- 2007 Лео Беенхаккер

## Найкращий футболіст року у першій лізі
- 2008 Марцін Робак («Корона» (Кельце), «Відзев» (Лодзь))
- 2009 Мацей Татай («Долкан» (Зомбки))

## Особистість року
- 2008 Маріуш Клімек («Рух» (Хожув))
- 2009 Францішек Смуда («Лех» (Познань), «Заглембє» (Любін), Збірна Польщі)

## Найкращі молоді футболісти року
- 2009 «Заглембє» (Любін) U19

## Найкращий футболістЄвро-2008за версією Castrol
- 2008 Артур Боруц (Збірна Польщі)

## Нагороди П'ятидесятиліттяПілкі Ножней

### Індивідуальні нагороди
- Тренер П'ятидесятиліття: Казімеж Ґурські
- Футболіст П'ятидесятиліття: Збігнев Бонек

### Командна нагорода
- Збірна П'ятидесятиліття: Ян Томашевський – Антоні Шимановський, Владислав Жмуда, Генрик Касперчак, Гжегож Лято, Збігнев Бонек, Казімеж Дейна, Роберт Гадоха, Влодзімеж Смолярек, Анджей Шармах, Влодзімеж Любаньський.